# Solymosi Frigyes
Solymosi Frigyes (Kistelek, 1931. március 30. – Szeged, 2018. július 22.) Széchenyi-díjas magyar kémikus, fiziko-kémikus, egyetemi tanár, a Magyar Tudományos Akadémia rendes tagja. Kutatási területe a szilárdtestkémia, a heterogén katalízis, a felületkémia és a reakciókinetika. Jelentős közéleti publicisztikai munkássága is.

## Életpályája
1949-ben érettségizett a Szegedi Piarista Gimnáziumban. Egyetemi tanulmányait csak 1951-ben tudta megkezdeni a Szegedi Tudományegyetem Természettudományi Karán. Itt szerzett vegyészdiplomát 1955-ben. Ennek megszerzése után az MTA és a Szegedi Tudományegyetem (később: József Attila Tudományegyetem, majd 2000-től ismét Szegedi Tudományegyetem) közös Reakciókinetikai Kutatócsoportjának tudományos munkatársa lett. Később főmunkatársként, illetve tudományos tanácsadóként dolgozott. 1977-ben vette át a kutatócsoport vezetését, amelyet huszonhárom évig, 2000-ig irányított. Közben 1984-ben a József Attila Tudományegyetem (ma: SZTE) szilárdtest- és radiokémiai tanszékének (ma: fizikai kémiai és anyagtudományi tanszék) vezetésével bízták meg egyetemi tanári beosztásban. A tanszéket 1996-ig vezette. 2001-ben professor emeritusi címet kapott a tanszékre és kutatóprofesszori megbízást a kutatócsoportban. Magyarországi állásai mellett számos külföldi intézményben volt vendégprofesszor: Cavendish Laboratory (University of Cambridge, 1962-1964), Fritz Haber Intézet (Berlin, 1971–1972), Liverpooli Egyetem (1981–1982), Müncheni Egyetem (1987–1988, 1998), Texasi Egyetem (Fulbright-ösztöndíj, Austin, 1988–1989), Párizsi Egyetem (1991–1992).
1960-ban védte meg a kémiai tudományok kandidátusi, 1967-ben akadémiai doktori értekezését. Az MTA Fizikai Kémiai Bizottságának, a Szervetlen Kémiai Bizottságnak és a Szegedi Akadémiai Bizottságnak lett tagja. 1982-ben választották meg a Magyar Tudományos Akadémia levelező, 1990-ben pedig rendes tagjává. 1993-ban az MTA elnökségének tagja lett három évre, később 2002 és 2005 között ismét elnökségi tag volt. A Szegedi Akadémiai Bizottságnak 2000–2002-ben elnöke volt. 1992-ben a londoni Európai Akadémia (Academia Europaea) is felvette tagjai sorába. Akadémiai tisztségei mellett 1999 és 2002 között a kormány tudományos tanácsadó testületének tagja volt. Emellett a Német Bunsen Társaság, az Amerikai Vákuum Társaság tagja. Több tudományos szakfolyóirat szerkesztőbizottságába is bekerült, így többek között a Journal of Catalysis, a Catalysis Letters, a Topics in Catalysis, a Surface Science, a Journal of Natural Gas Chemistry és a Reaction Kinetics and Catalysis Letters folyóiratoknál. Emellett az MTA hivatalos lapja, a Magyar Tudomány szerkesztőbizottságánál is dolgozott.

## Munkássága
Fő kutatási területe a szilárdtestkémia, a heterogén katalízis, a felületkémia és a reakciókinetika volt.
A reakciókinetikai kutatócsoport élén sikerült beszereznie és kiépítenie az akkori helyzetnek megfelelő és korszerű laboratóriumokat. Ennek hatására a makroszkopikus jellegű kinetikai vizsgálatokat felváltották a modern felületvizsgálatok. E lépés pozitív hatása az volt, hogy nemcsak időben tudták követni a reakciókat, hanem atomi szinten is lehetőség nyílt az egymást követő vegyi folyamatok és az anyagok részecskéinek kölcsönhatásainak tanulmányozására.
A reakciókinetikai kutatócsoporttal jelentős eredményeket ért el a természetben nagy mennyiségben előforduló nyersanyagok, mint például a metán vagy a szén-dioxid értékesebb vegyületekké történő katalitikus átalakításában. Infravörös és elektronspektroszkópiás módszerekkel vizsgálták a reakciók elemi lépéseit, valamint az ezek során képződő úgynevezett köztitermékek szerepét. Nemzetközi viszonylatban is elsőként alkalmazta – a későbbiekben hatásosnak talált – titán-dioxidot hordozóként. Nevéhez fűződik a fémek és a titán-dioxid közötti elektromos kölcsönhatás kimutatása.
Jelentős közéleti publicisztikai tevékenysége is, amelyek a konzervatív nézőpont szerint íródnak bel- és tudománypolitikai témákban. Közéleti publikációit két kötetben tette közzé: Valóban kollaboránsok voltunk? – Tudomány, elkötelezettség, hazaszeretet (Kairosz Kiadó, 2002); Valóban ezt akartuk? – Egy elkötelezett konzervatív vívódásai (Mundus Kiadó, 2009). Több mint ötszáz tudományos publikáció szerzője és társszerzője, amelyek különböző nemzetközi folyóiratokban jelentek meg. Nemzetközi konferenciákon több mint háromszáz előadást tartott. A leghivatkozottabb magyar kémikusnak tartották számon (független hivatkozások száma több mint 7000, Hirsch-indexe 51.).

## Díjai, elismerései
- Akadémiai Díj (1972)
- Széchenyi-díj (1993) – A felületi reakciók kémiájában és a katalízis kutatásában elért, nemzetközileg is kiemelkedő eredményeiért, melyek jelentősen hozzájárultak számos, ipari szempontból is fontos eljárás tudományos alapjainak megteremtéséhez.
- Szeged díszpolgára (1999)
- A Magyar Köztársasági Érdemrend középkeresztje (2000)
- Köztársaság Elnökének Érdemérme (2003)
- az aradi Aurel Vlaicu Egyetem díszdoktora (2003)
- Hazám-díj (2014)[5]

## Főbb publikációi
- Solymosi F. (1957): Az ozmiumtetroxid mint a ferricianidos oxidációk általános katalizátora. Magyar Kémiai Folyóirat 63:294.
- Solymosi F., Révész L. (1961): Thermal decomposition of ammonium perchlorate in presence of zinc oxide. Nature 192:64-65. doi:10.1038/192064a0.
- Solymosi F., Krix N. (1962): Catalysis of solid phase reactions. Effect of doping of cupric oxide catalyst on the thermal decomposition and explosion of ammonium perchlorate. Journal of Catalysis 1(5):468-480. doi:10.1016/0021-9517(62)90096-9
- Solymosi F. (1965): Initiation of ammonium perchlorate-ignition by chromic oxide/titanium dioxide catalysts. Combustion and Flame 9(2):141. doi:10.1016/0010-2180(65)90060-X
- Solymosi F. (1968): Importance of the electric properties of supports in the carrier effect. Catalysis Reviews - Science and Engineering 1(1):233-255. doi:10.1080/01614946808064705
- Solymosi F. (1977): Structure and Stability of Salts of Halogen Oxyacids in the Solid Phase. John Wiley and Sons, London/New York/Sydney/Toronto, 467pp. ISBN 0471812757
- Solymosi F., Völgyesi L., Sárkány J. (1978): The effect of the support on the formation and stability of surface isocyanate on platinum. Journal of Catalysis 54(3):336-344. doi:10.1016/0021-9517(78)90081-7
- Solymosi F., Erdőhelyi A., Bánsági T. (1981): Methanation of CO2 on supported rhodium catalyst. Magyar Kémiai Folyóirat 88:18-27.
- Solymosi F., Tombácz I., Kocsis M. (1982): Hydrogenation of CO on supported Rh catalysts. Journal of Catalysis 75(1):78-93. doi:10.1016/0021-9517(82)90123-3
- Solymosi F. (1984): Katalitikus reakciók felületi köztitermékeinek kémiája. Akadémiai székfoglaló 1983. április 19. Akadémiai Kiadó, Budapest. ISBN 9630539144 REAL-EOD
- Pásztor M., Solymosi F. (1986): An infrared study of the influence of CO chemisorption on the topology of supported rhodium. Magyar Kémiai Folyóirat 92:321-328.
- Solymosi F., Kutsán Gy., Erdőhelyi A.(1991): Catalytic reaction of CH4 with CO2 over alumina-supported Pt metals. Catalysis Letters 11(2):149-156. doi:10.1007/BF00764080
- Erdőhelyi A., Cserényi J., Solymosi F. (1993): Activation of CH4 and its reaction with CO2 over supported Rh catalysts. Journal of Catalysis 141(1):287-299. doi:10.1006/jcat.1993.1136
- Solymosi F., Cserényi J., Szőke A., Bánsági T., Oszkó A. (1997): Aromatization of methane over supported and unsupported Mo-based catalysts. Journal of Catalysis 157(2):150–161. doi:10.1006/jcat.1997.1478
- Solymosi F., Bánsági T. (2001): On the participation of NCO surface species in the NO+CO. Journal of Catalysis 202(1):205–206 doi:10.1006/jcat.2001.3258
- Széchenyi A., Solymosi F. (2006): n-Octane aromatization on Mo2C-containing catalysts. Applied Catalysis A: General 306:149–158. doi:10.1016/j.apcata.2006.03.038